# Methylcelluloselijm
Methylcelluloselijm (behangplaksel) is een lijm van methylcellulose. Methylcellulose is een bewerkte cellulose. 
Carboxymethylcelluloselijm is een lijm van carboxymethylcellulose. Carboxymethylcellulose is het product van een chemische reactie tussen cellulose en azijn.
De lijmmassa's zijn oplosbaar in water.
Carboxymethylcellulose en Methylcellulose worden ook gebruikt als voedseladditief (verdikkingsmiddel): E466 en E461.
Toepassingsgebieden zijn:
- Papierlijm
- Behangplaksel
- Voedingsindustrie